# Bostoni főegyházmegye
A Bostoni főegyházmegye (angolul: Roman Catholic Archdiocese of Boston, latinul: Archidiœcesis Bostoniensis) a katolikus egyház latin egyházi főegyházmegyéje az Amerikai Egyesült Államok keleti részén, Massachusetts államban. Főszékesegyháza a bostoni Szent Kereszt katedrális. Az érsekség a negyedik legnagyobb az Egyesült Államokban. 2023-tól Boston érseke Seán Patrick O’Malley bíboros.

## Területe
A Bostoni főegyházmegye magában foglalja Essex megyét, Middlesex megyét, Norfolk megyét és Suffolk megyét Massachusetts államban. Magában foglalja Plymouth megye nagy részét, kivéve Marion, Mattapoisett és Wareham városokat.
2018-ban a főegyházmegyének 284 plébániája volt, 617 egyházmegyés pappal és 275 állandó esperessel. 2018-ban az érsekség becslése szerint több mint 1,9 millió katolikus élt a területén.

## Szuffragáneus egyházmegye
A bostoni érsekségnek hat szuffragán egyházmegyéje van:
- Burlingtoni egyházmegye
- Fall River-i egyházmegye
- Manchesteri egyházmegye
- Portlandi egyházmegye Maine államban
- Springfieldi egyházmegye (Massachusetts államban)
- Worcesteri egyházmegye[2]

## Boston püspökei
1. Jean-Louis Lefebvre de Cheverus (1808–1823) (utána Montauban püspöke)
2. Benedict Joseph Fenwick SJ (1825–1846)
3. John Bernard Fitzpatrick (1846–1866)

## Boston érsekei
1. John Joseph Williams (1866–1907)
2. William Henry O’Connell (1907–1944)
3. Richard Cushing (1944–1970)
4. Humberto Sousa Medeiros (1970–1983)
5. Bernard Francis Law (1984–2002)
6. Seán Patrick O’Malley OFMCap (2003–)

## Szomszédos egyházmegyék
- Providence-i egyházmegye (délnyugat)
- Worcesteri római katolikus egyházmegye (nyugat)
- Manchesteri római katolikus egyházmegye (észak)
- Fall River-i egyházmegye (dél)

## Fordítás
Ez a szócikk részben vagy egészben  a   Roman Catholic Diocese of Boston című angol Wikipédia-szócikk ezen változatának fordításán alapul.  Az eredeti cikk szerkesztőit annak laptörténete sorolja fel. Ez a jelzés csupán a megfogalmazás eredetét és a szerzői jogokat jelzi, nem szolgál a cikkben szereplő információk forrásmegjelöléseként.